# Antoine Zahra (1981)
Antoine Zahra (9 gennaio 1981) è un ex calciatore maltese, di ruolo centrocampista.

## Carriera

### Club
Ha giocato nella massima serie del campionato maltese con diverse squadre.

### Nazionale
Ha collezionato 6 presenze con la Nazionale maltese, giocandoci dal 2003 al 2004.